# قائمة الميزات الجديدة في ويندوز 11
ويندوز 11 هو أحدث إصدار رئيسي من نظام التشغيل Windows NT الخاص بشركة مايكروسوفت. تم إطلاقه في 5 أكتوبر 2021، ليكون خلفًا للإصدار السابق، ويندوز 10. من بين التحديثات الرئيسية التي تم تقديمها مع ويندوز 11، واجهة مستخدم معاد تصميمها، ميزات جديدة لتعزيز الإنتاجية والتعاون، بالإضافة إلى تحسينات في الأمان وإمكانية الوصول.
باعتباره الإصدار الحالي، يحصل نظام التشغيل ويندوز 11 على تحسينات ميزات سنوية، مثل إضافة ميزات الذكاء الاصطناعي، بما في ذلك "Microsoft Copilot" الذي تم إطلاقه في عام 2023.

## تحسينات واجهة المستخدم
- يقوم ويندوز 11 بتحديث العديد من مربعات حوار النظام مثل التنبيه عندما تكون البطارية منخفضة.
- تم تحديث معاينات شريط المهام لتعكس التصميم المرئي الجديد لنظام التشغيل Windows 11.
- تم أيضًا إعادة تصميم الأيقونات المخفية الموجودة في الزاوية اليمنى السفلية من شريط المهام لتتناسب مع الصور المرئية لنظام التشغيل Windows 11.

## تعدد المهام
- Snap Layouts: يمكن للمستخدمين الآن تمرير مؤشر الفأرة فوق زر تكبير النافذة لعرض تخطيطات النوافذ المتوفرة، ثم النقر على منطقة لتثبيت النافذة فيها. بعدها، يتم توجيه المستخدم لتثبيت النوافذ في المناطق المتبقية ضمن التخطيط باستخدام أداة توجيه التثبيت. تتوفر مجموعة من أربعة تخطيطات للنوافذ على الشاشات الأصغر.
- Snap Groups: مجموعات التثبيت هي طريقة سهلة للعودة إلى مجموعة من النوافذ المثبتة، حيث يتم حفظها ضمن أيقونات التطبيقات المجتمعة على شريط المهام.
- Virtual Desktops: يمكن الوصول إلى أسطح المكتب الافتراضية عبر ميزة "عرض المهام" الموجودة على شريط المهام. يمكن للمستخدمين إعادة ترتيب أسطح المكتب وتخصيص الخلفية لكل سطح مكتب. كما يمكنهم تمرير مؤشر الفأرة فوق زر "عرض المهام" على شريط المهام للوصول بسرعة إلى أسطح المكتب أو لإنشاء سطح مكتب جديد.
- Docking: عند فصل الكمبيوتر المحمول عن محطة الإرساء، يتم تصغير النوافذ الموجودة على الشاشة الخارجية، وعند إعادة توصيل الكمبيوتر بمحطة الإرساء، سيعيد ويندوز كل شيء إلى مكانه كما كان.